# St. Gallen
St. Gallen (Sankt Gallenⓘ hoặc St Gall; tiếng Pháp: Saint-Gall; tiếng Ý: San Gallo; tiếng Romansh: Son Gagl) là thủ phủ của bang St. Gallen ở Thụy Sĩ. Thành phố được đặt tên theo nhà tu Gallus (bởi vậy còn được gọi Gallusstadt), được thành lập vào thế kỷ thứ 7. Ngày nay, thành phố này có 160 ngàn dân, là trung tâm của Đông Thụy Sĩ, sống chủ yếu là nhờ ngành kinh tế dịch vụ.
Một nơi thu hút du khách là nhà thờ chính tòa St. Gallen, một Di sản thế giới. Thư viện nổi tiếng thế giới của nó chứa sách mà có từ thế kỷ thứ 9.
Ngôn ngữ chính thức của St. Gallen là tiếng Đức, ngôn ngữ nói chính là tiếng địa phương Thụy Sĩ Đức.
Thành phố có đường giao thông thuận lợi tới các nơi khác trong nước, cũng như sang các nước lâm cận như Đức và Áo. Nó cũng là cử ngõ để tới vùng núi Appenzell Alps.